# 기리 (멸칭)

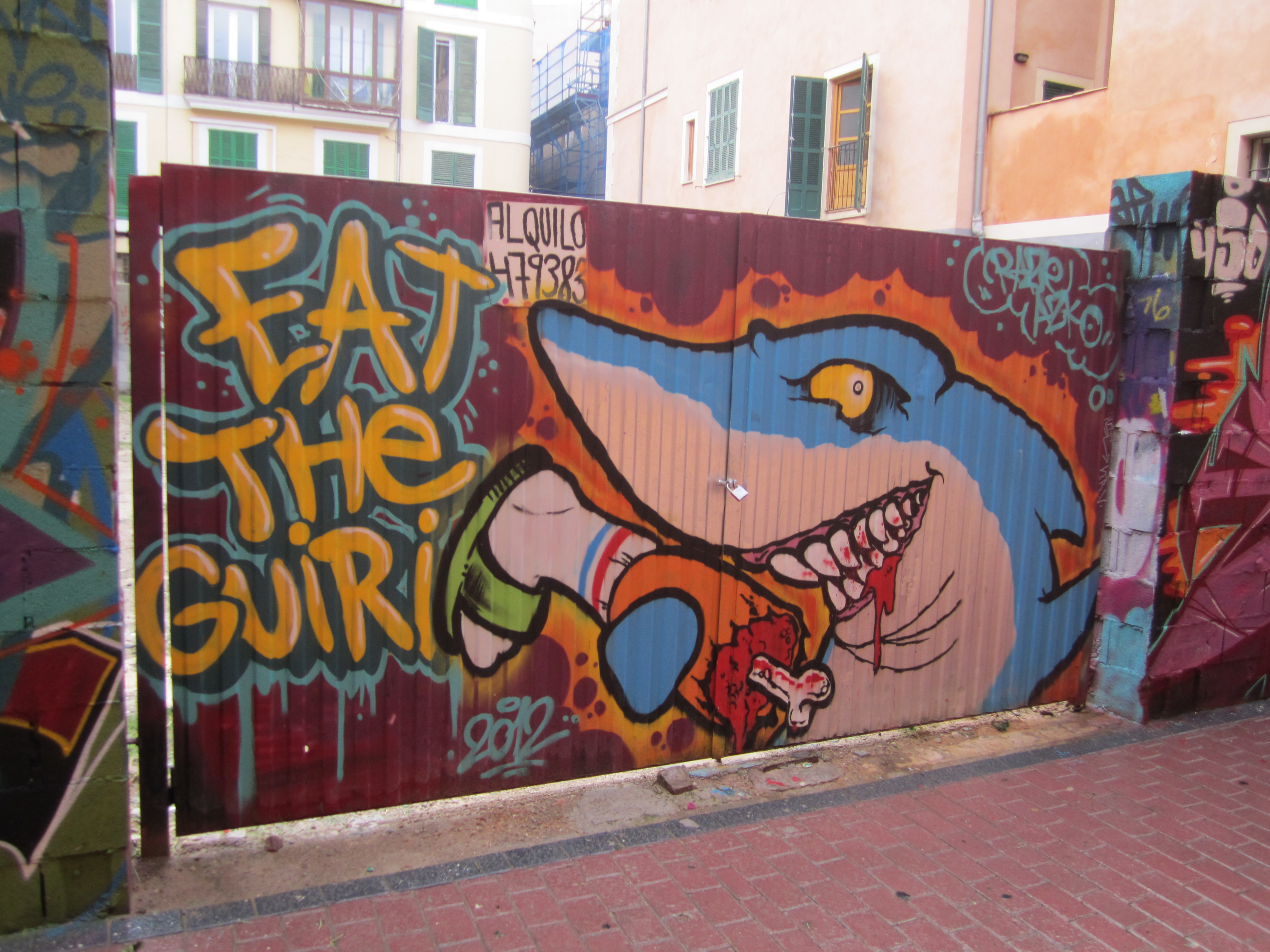
마요르카섬 팔마에 그려진 그래피티 "Eat the Guiri".

기리(스페인어: Guiri, 스페인어 발음: [ˈɡiɾi])는 스페인에서 사용되는 스페인어 멸칭으로, 외국인 관광객, 특히 브리튼 제도 중 잉글랜드 출신 관광객을 비하하는 데 사용된다.

## 유래
스페인 왕립 학술원 사전에 따르면, 기리의 유래는 19세기 카를로스파 전쟁에서 바스크어를 사용하던 카를로스파가 적군 크리스티나파(스페인어: Cristinos)를 지칭하던 단어인 "기리스티노(Guiristino)"이다. 이 단어는 1925년에 스페인 왕립 학술원 스페인어 사전(스페인어: Diccionario de la lengua española de la Real Academia Española에 실렸다. "기리"라는 용어는 과거 야당들이 주로 사용했으며, 이후 프랑코 정권 하에서는 과르디아 시빌과 폴리시아 아르마다(스페인어: Policía Armada)를 지칭할 때에만 사용되었다.
후안 고이티솔로의 이론에 따르면, 기리는 모로코와 알제리 지역 마그레브 아랍어로 유럽인을 ''기리''와 유사한 뜻으로 지칭하는 단어 "gaouri"에서 유래한 칼로어 신조어에서 나왔다. 또한 "gaouri"라는 단어는 오스만 제국에서 비무슬림, 특히 발칸반도의 기독교도를 지칭하던 오스만 터키어 단어 "gâvur"에서 유래하였다.

## 같이 보기
- 제노포비아

## 참고 문헌
- 스페인 왕립 학술원 스페인어 사전에 수록된 guiri

1. ↑  http://www.ub.edu/geocrit/sn-94-58.htm
2. ↑  “보관된 사본”. 2018년 4월 28일에 원본 문서에서 보존된 문서. 2021년 7월 17일에 확인함.
3. ↑  The Spanish Republic and the civil war 1931-39, by Gabriel Jackson, New Jersey, 1967